# Elephantomyia flavicolor
Elephantomyia flavicolor är en tvåvingeart som beskrevs av Alexander 1958. Elephantomyia flavicolor ingår i släktet Elephantomyia och familjen småharkrankar.
Artens utbredningsområde är Madagaskar. Inga underarter finns listade i Catalogue of Life.